# Purjesz Zsigmond (orvos, 1846–1918)
Purjesz Zsigmond (Szentes, 1846 — Budapest, 1918. január 27.) orvos, belgyógyász, egyetemi tanár, egyetemi tankönyvíró, a Kolozsvári Belgyógyászati Klinika igazgatója, a magyar orvos- és sajtótörténetben ismert szentesi eredetű család egyik legtehetségesebb tagja volt.

## Életútja, munkássága
Purjesz János és Hoffer Janka fiaként született. A szentesi gimnáziumi és a budapesti egyetemi tanulmányok után először mint az Orvos-Sebészi Tanintézet belgyógyász tanársegéde töltött egy évet Kolozsváron (1871/72), majd pályázat útján 1880-ban elnyerte a kolozsvári tudományegyetem belgyógyászati tanszékét. A tehetséges, logikus gondolkozásra nevelő előadó, a rendkívüli diagnoszta, az emberszeretetet előtérbe állító gyógyász, a ritka tapintatos kolléga és a kitűnő szervező rövid idő alatt köztiszteletnek örvendő orvostanár lett. Tőle tanulták meg a fiatalok a tényleges gyógyítómunkát. Nevéhez fűződik az első magyar belgyógyászati tankönyvek megírása (A kórisme megállapítására szükséges vizsgálati módszerek. Budapest, 1874; A különös kór- és gyógytan kézikönyve. Budapest, 1874; A belgyógyászat tankönyve. Budapest, 1885. II. kiadás 1889; III. kiadás 1894); mintegy félszáz dolgozatot felölelő tudományos munkássága egyébként nem túl jelentős. 1893-ban ő volt Kolozsvár kolerabiztosa, majd 1897-99-ben irányításával tervezték és építették meg a kolozsvári új Belgyógyászati Klinikát. Ennek megnyitóján előadásban foglalta össze nézeteit A klinikai tanításról, tekintettel a diagnosztikára címmel (Orvosi Hetilap, 1899/50-51).
1880. június 22-én Szentesen feleségül vette König Paulát, König Simon és Reichlinger Mária leányát.
Kollégái és tanítványai negyedszázados tanári működése évfordulójára 1905-ben 45 dolgozatot tartalmazó emlékkönyvet állítottak össze. Még munkaereje teljében, 1911-ben nyugdíjaztatta magát, s felköltözött Budapestre. Ekkor a III. osztályú Vaskorona-rend (1894), a kolozsvári díszpolgárság, az udvari tanácsosi cím (1901) után magyar nemességet is kapott. Tanszéki utóda, Jancsó Miklós professzor buzgólkodása nyomán 1912. május 27-én a Belgyógyászati Klinika udvari főkapujával szemben leleplezték ifj. Vastagh György készítette bronz mellszobrát. Kenyeres Balázs dékán méltatta a jelen levő ünnepelt életpályáját, aki tízezer koronás alapítványt tett a szegény sorsú orvostanhallgatók támogatására. Ennek nyomán a medikusok Segítő és Önképző Egyesülete mint dísztagnak megfestette a portréját.
1918. január 27-én bekövetkezett halála után végakaratának megfelelően Kolozsvárra szállították, s az Egyetemi Könyvtár előcsarnokából helyezték örök nyugalomra 1918. január 30-án. Az egyetem nevében Lechner Károly dékán, a város képviseletében Esterházy László polgármester-helyettes búcsúztatta; a város díszsírhelyet adott neki.
A klinika 1919. október 15-i román átvételét követően a veszélybe került kórházudvari emlékművet a család a házsongárdi sírra költöztette (nem tisztázott, hogy a tetején levő mellszoborral együtt-e). A kő közepén lévő egykori gyógyítást ábrázoló bronz dombormű-betét is hiányzik ma a helyéről.

## Purjesz Zsigmond emlékezete

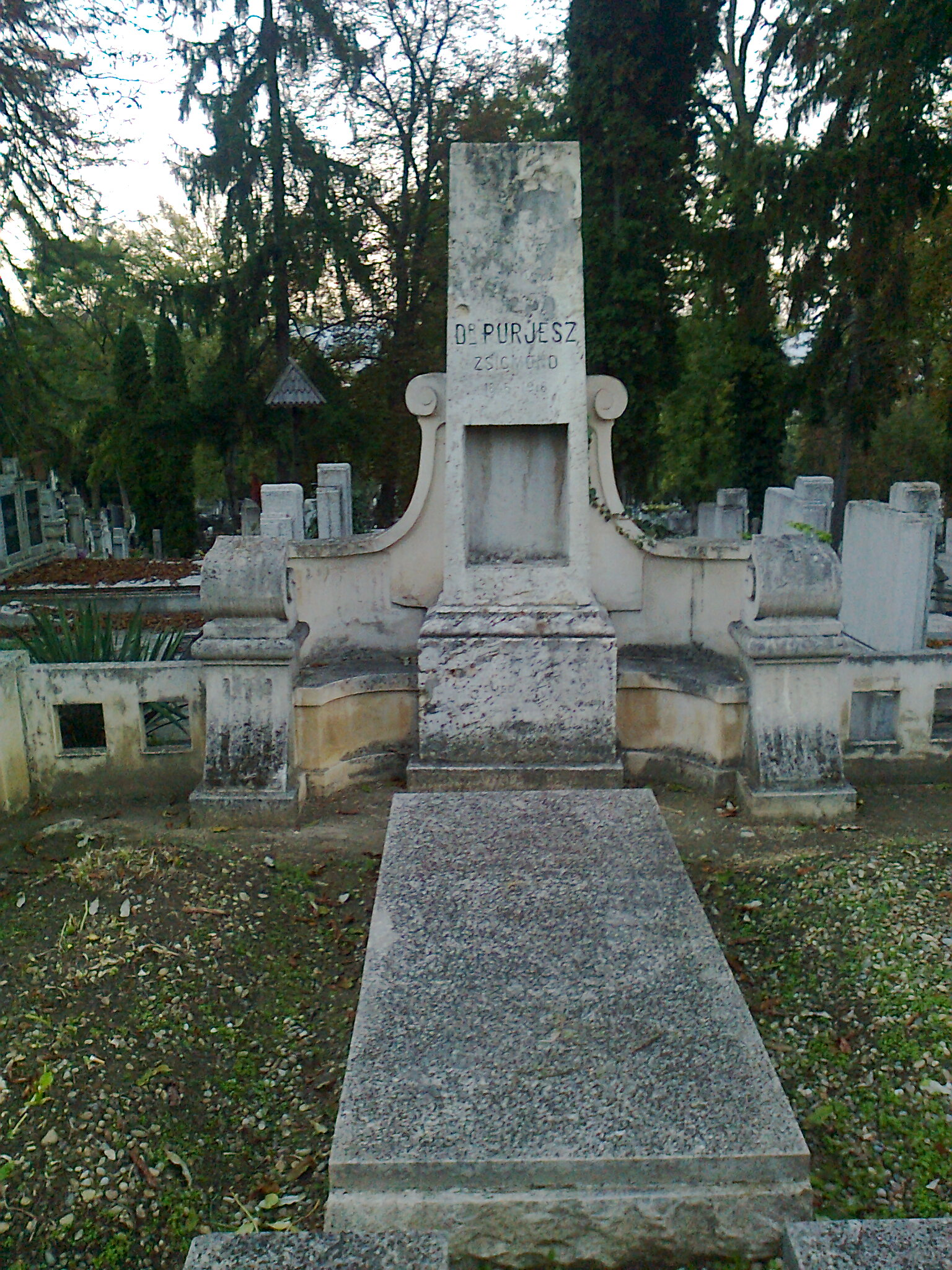
Sírja a Házsongárdi temetőben

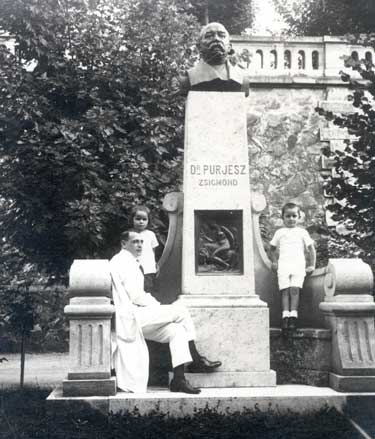
A szobor eredeti formájában az egyetemi kórház udvarán (Két unokájával és Jankó Gábor bőrgyógyász professzorral)

A Purjesz és Jancsó professzorok nevével fémjelzett kolozsvári iskola a háború után háromfelé szakadt. Egyrészt az egyetemmel és Jancsó professzorral együtt Szegedre költöztek fő képviselői. Itt id. Purjesz Béla rövidesen a belgyógyászati diagnosztika tanára lesz, a szintén Kolozsvárról áttelepedő Engel Rudolf magántanár 1930-ban összeállította A. M. Kir. Ferenc József Tudományegyetem Belgyógyászati klinikájának és tanszékének története 1872-1930 (Szeged 1931) című százlapos dolgozatát. Ebben a dokumentumokon kívül édesapja, a kórházigazgató Engel Gábor és Jancsó Miklós professzorok visszaemlékezéseit is felhasználva jellemezte Purjesz Zsigmond személyiségét, pályáját, s közölte művei jegyzékét.
A kolozsvári román egyetemen tanszéki utód Iuliu Haţieganu professzor 1911-től gyakornok, majd tanársegéd a klinikán , aki jól ismerte és mindig értékelte elődei teljesítményét. Egy 1926-os interjúban a Purjesz- és Jancsó-féle orvosi nézetek továbbvivőjének vallotta magát, aki igyekszik „a kórházi fegyelmet és a betegek ellátását azon a magas szinten tartani, amelyet a nagy klinikus, Purjesz irányítása alatt elértek.” A purjeszi szellem tehát még jó ideig a Haţieganu-féle belklinikán is tovább élt.
Az Erdélyben működő magyar orvosok a húszas-harmincas években kevés kivétellel mind Purjesz-tanítványok voltak. Ők az EME keretében újjáalakított Orvostudományi Szakosztályban éltették tovább Purjesz Zsigmond emlékezetét, annál is inkább, mivel Purjesz 1881-től választmányi tagja és állandó előadója, 1896-97-ben és 1904-11-ben pedig elnöke volt a szakosztálynak. Ő vezette be 1905-től, hogy ne havonta, hanem hetente tartsanak szaküléseket, ami nagymértékben fellendítette a kutatómunkát. Koleszár László szakosztályi elnök 1936 februárjában serleget ajándékozott a szakosztálynak, hogy évente serlegbeszéddel emlékezzenek meg az EME egyik kiemelkedő orvostagjáról. 1937-ben az iskolaalapító Purjesz Zsigmond emlékének hódoltak. Az 1937. április 19-i CXXV. szakülésen Kappel Izidor megnyitójában idézte fel „rajongva szeretett tanára” életpályáját. Az április 24-i százterítékes Purjesz-emlékvacsorán Parádi Ferenc mondta a serlegbeszédet. „A sohasem halványuló emberszeretet és szigorú kötelességtudás voltak Purjesz alaptulajdonságai, amelyek kitűnő megfigyelőképessége, nagy tudása és széles látóköre segítségével az igazi nagy orvosok közé emelték őt” – állapította meg; a Magyar Belorvosok Egyesülete nevében annak elnöke, Ángyán János pécsi professzor jelölte ki az ünnepelt helyét a magyar orvostörténetben; Vásárhelyi János püspök az orvosi lelkületről beszélt. Másnap, április 25-én délelőtt Koleszár László beszéde kíséretében megkoszorúzták a házsongárdi Purjesz-sírt.
Parádi Ferenc az EME 1942. október 18-20-i dési vándorgyűlésén idézte fel újra emlékét. A kolozsvári egyetem századvégi orvostanárai c. előadásában a legterjedelmesebb, Purjesznek szentelt részt így zárja: „Volt tanítványai és betegei szobrot állítottak Purjesznek. Élő orvost még alig ért hasonló megtiszteltetés. Az idegen uralom alatt e szobrot is eltávolították, mint annyi más jelét a magyar műveltségnek. De ha Purjesz szobra el is tűnt a klinika előtti térről, emléke soha nem homályosul el a tanítványai szívében, akik meg vannak győződve, hogy a kolozsvári belgyógyászati klinikán harmincegy éven át Hippokratész méltó utóda tanárkodott.”
Purjesz Zsigmond fia, Purjesz Béla Zsigmond János (Kolozsvár, 1889. november 14.–Gyula, 1951. március 28.) Gyulán lett kórházi főorvos. Felesége Jászay Sarolta Vilma, akivel 1929. március 19-én Budapesten kötött házasságot. Leánya, Óváry Elemérné Purjesz Olga (1881-1944) a Monostor úti családi házban maradt. Szalonját apja kiterjedt értelmiségi és művész baráti köre rendszeresen látogatta a két világháború közt, s így az a magyar kultúra egyik fókuszának számított. Részben ezzel magyarázható, hogy 1944. október 11-én máig sem azonosított egyének rátörtek a házra, s a családot vendégeivel együtt legyilkolták. A halottak egy részét Purjesz professzor sírjába temették. A síremlék alján a következő nevek szerepelnek: Purjesz Olga, férjezett Dr. Óvári Elemérné, Dr. Óvári Elemér, özv. Horvát-Tholdi Rudolfné, Stentzel Jolán, Gaál Jolántha.

## Művei
- A kórisme megállapítására szükséges vizsgálati módszerek. Bpest, 1874.
- Különös kór- és gyógytan kézikönyve. Orvostanhallgatók és gyakorló orvosok igényeihez mérve. Uo. 1874.
- Orvosi műszótár. Bpest, 1883. (Szerk. Balogh Kálmán, P. munkatársa.)
- A belgyógyászat tankönyve 1., 2. (Budapest, 1889)
- A pellagra kérdése hazánkban. Uo. 1898. (Az Orvosi Hetilap Tudományos Közlönyei. 1898. 22. Különnyomat).
- A klinikai tanitásról, tekintettel a diagnostikára. Uo. 1899. (Az Orvosi Hetilap Közleményei).
- A malariára vonatkozó vizsgálatok. Uo. 1902. (Az Orvosi Hetilap Közleményei).